# وی‌وای سگ بزرگ

هم‌سنجی اندازۀ ستارۀ وی‌وای سگ بزرگ با خورشید.

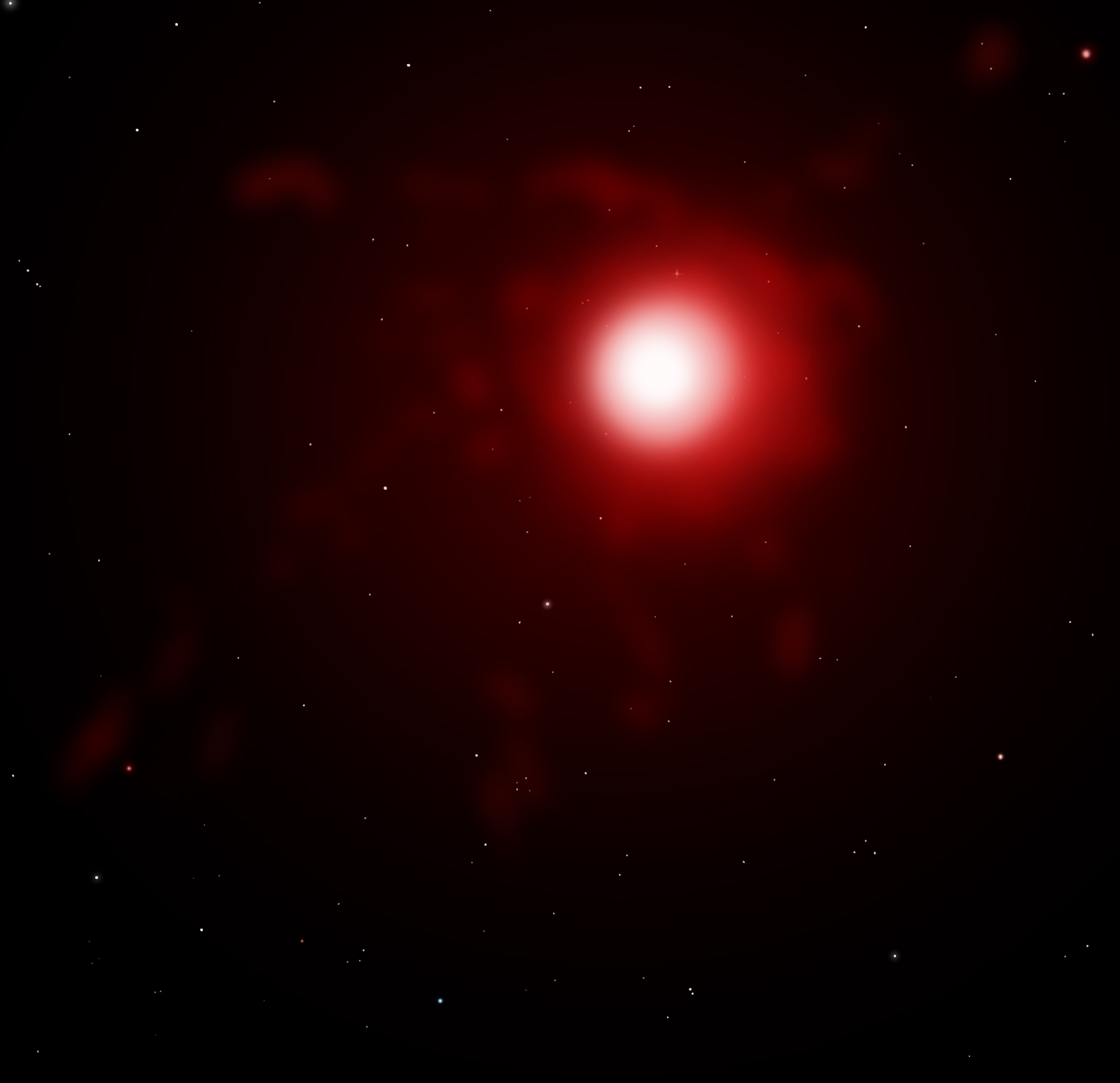
یک تصویر خیالی از وی وای سگ بزرگ در حال فوران پرتابه‌های عظیم گاز به فضای اطراف خود.

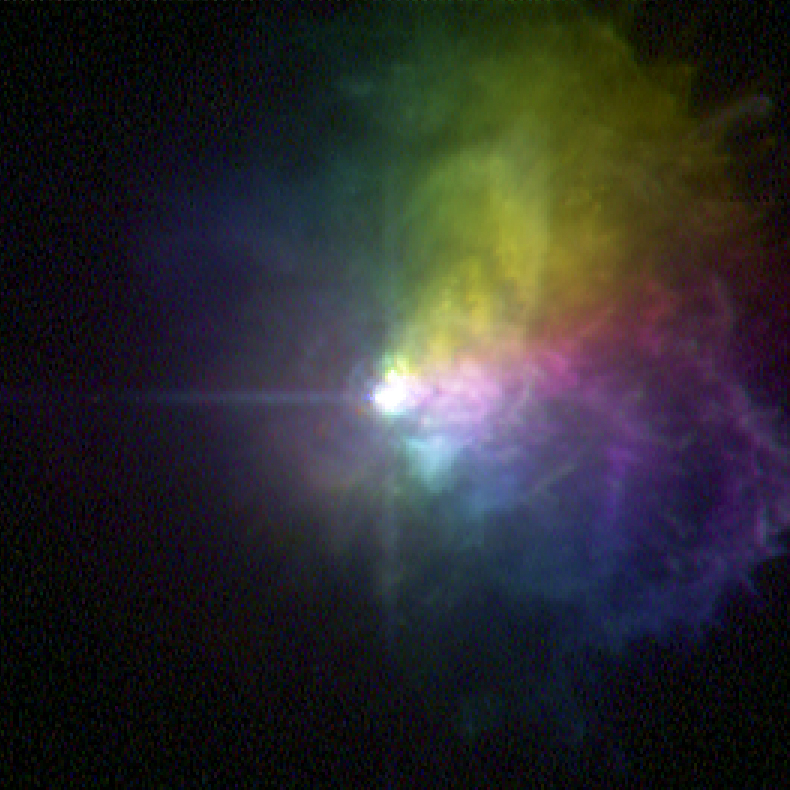
تصویر تلسکوپ فضایی هابل از وی وای سگ بزرگ به همراه سحابی بزرگ ایجاد شده در اطراف ستاره.

وی‌وای سگ بزرگ (کلب اکبر) ( VY Canis Majoris یاVY CMa) یک ستارۀ فراغول سرخ در صورت فلکی سگ بزرگ است. شعاع این ستاره بین ۱٬۸۰۰ تا ۲٬۱۰۰ شعاع خورشیدی، ۸٫۴ تا ۹٫۸ واحد نجومی است و قطری برابر ۳٫۰۶۳ میلیارد کیلومتر و یا ۱٫۷ میلیارد مایل دارد. این ستاره جزو بزرگ‌ترین و همچنین یکی از درخشان‌ترین ستاره‌های شناخته شده‌است. این ستاره حدود ۵٫۱ کیلو پارسک (حدود ۴۶٬۰۰۰٬۰۰۰٬۰۰۰٬۰۰۰٬۰۰۰ کیلومتر یا حدود ۴٬۹۰۰ سال نوری) با سیارهٔ زمین فاصله دارد. بر خلاف اغلب ستاره‌ها که در سامانه‌های ستاره‌ای دوتایی یا چندتایی واقع شده‌اند، وی‌وای سگ بزرگ یک ستارۀ منفرد است و هیچ همراهی ندارد. این فراغول یک متغیر نیمه‌منظم است و دورهٔ تناوب میانگین آن حدود ۲٬۰۰۰ روز می‌باشد. چگالی متوسط آن میان ۰٫۰۰۰۰۰۵ تا ۰٫۰۰۰۰۱۰ کیلوگرم بر متر مکعب است.
چنانچه این ستاره جای خورشید را در منظومۀ خورشیدی بگیرد، سطح آن از مدار زحل نیز فراتر می‌رود، هر چند گروهی از دانشمندان اخترفیزیک از جمله فیلیپ مسی، برتراند پلز و امیلی لوسک با اندازهٔ ذکر شده برای شعاع این ستاره مخالفند و بر این باورند که اندازهٔ واقعی این ستاره تنها ۶۰۰ برابر خورشید است و از این‌روی اگر در منظومهٔ خورشیدی قرار گیرد تا مدار مشتری پیش خواهد رفت و به مدار کیوان (زحل) نمی‌رسد.

## نام‌های دیگر
1. در فهرست هنری دراپر: ایچ دی ۵۸۰۶۱.
2. در فهرست ابرخس: ایچ آی پی ۳۵۷۹۳.
3. مختصر: VY CMa.

## ویژگی‌ها

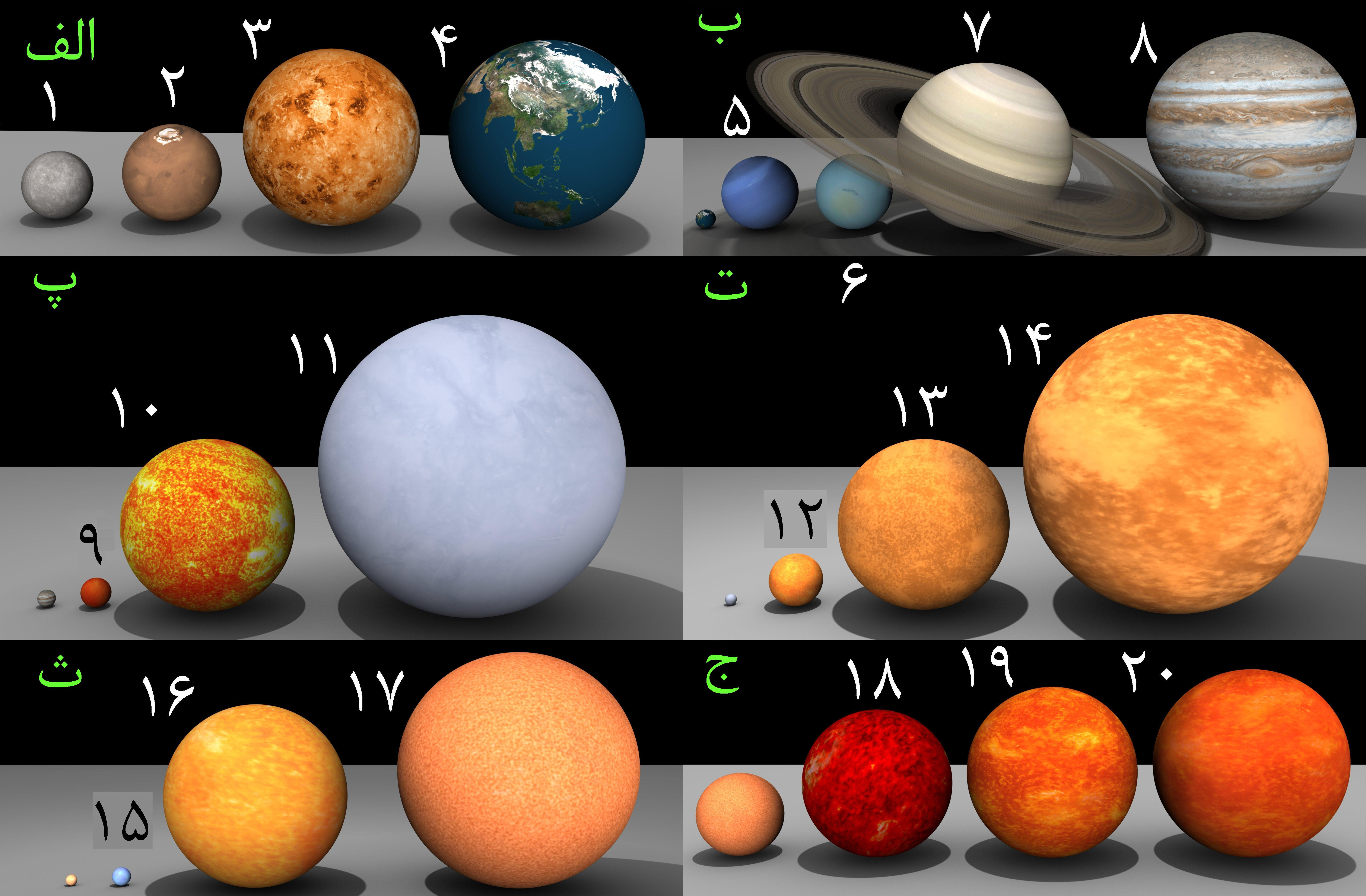
هم‌سنجی سیاره‌های منظومه خورشیدی با تعدادی از ستاره‌های مشهور: الف: زمین (۴) > ناهید (۳) > مریخ (۲) > تیر (۱) ب: مشتری (۸) > زحل (۷) > اورانوس(۶) > نپتون (۵) > زمین (بدون شماره) پ: شباهنگ (۱۱) > خورشید (۱۰) > ولف ۳۵۹ (۹) > مشتری (بدون شماره) ت: دبران (۱۴) > نگهبان شمال (۱۳) > رأس پیکر پسین (۱۲) > شباهنگ (بدون شماره) ث: ابط‌الجوزا (۱۷) >قلب عقرب (۱۶) > پای شکارچی (۱۵) > دبران (بدون شماره) ج: وی‌وای سگ بزرگ (۲۰) >وی‌وی قیفاووس (۱۹) > مو قیفاووس (۱۸) > ابط‌الجوزا (بدون شماره)

تا جایی که دانشمندان کنونی می‌دانند، وی‌وای سگ بزرگ نخستین بار در ۷ مارس ۱۸۰۱ توسّط ژروم لالاند، اخترشناس فرانسوی کشف و در فهرستش ثبت شده‌است. در این فهرست VY CMa به عنوان یک ستاره با قدر ظاهری ۷ ثبت شده‌است. مطالعات بیشتر نشان دادند که قدر ظاهری وی وای سگ بزرگ از سده ۱۹ میلادی شروع به افزایش بسیار تدریجی کرده و این روند پس از سال ۱۸۵۰ سرعت بسیار بیشتری گرفته‌است.
پس از سال ۱۸۴۷ VY CMa به عنوان یک ستاره سرخ شناخته می‌شده‌است.
در مدّت سده ۱۹ میلادی، رصدگران ۶ بخش کوچک گسسته در اطراف وی وای سگ بزرگ یافتند، در نتیجه به این فکر افتادند که احتمالاً وی وای سگ بزرگ یک ستاره چندتایی است. اکنون می‌دانیم که آن ۶ بخش گسسته در واقع بخش‌های روشنی در سحابی دربرگیرنده وی وای سگ بزرگ هستند. رصدهای طیف مرئی در ۱۹۵۷ و عکاسی با وضوح تصویری زیاد در ۱۹۹۸ نشان دادند که وی وای سگ بزرگ هیچ ستاره همدمی ندارد.
این ستاره یک ستاره با شاخص رنگ بی-وی ۲٫۲۴ و رده طیفی M درخشان و دمای سطح حدود ۳۰۰۰ درجه سلسیوس است، در گوشه بالا-راست نمودار هرتسپرونگ راسل قرار می‌گیرد و یک ستاره بزرگ و پرجرم است. این فراغول در دوران رشته اصلی اش، یک ستاره با رده طیفی O با جرم حدود چیزی میان ۳۰ و ۴۰ جرم خورشیدی بوده‌است.

## فاصله‌سنجی
فواصل ستاره‌ای را می‌توان با استفاده از سنجش اختلاف منظر خورشید مرکزی جرم مورد نظر محاسبه نمود. با این حال، اختلاف منظر وی‌وای سگ بزرگ خیلی کم است و درصد خطای زیادی دارد، به همین دلیل سنجش فاصلۀ وی‌وای سگ بزرگ و زمین با این روش صحیح نیست.
در ۱۹۷۶ میلادی چارلز جِی لد و مارک جِی رید خبر کشف یک ابر ملکولی با کناره روشن به طول حدود ۱۵ دقیقه قوسی در شرق وی وای سگ بزرگ را منتشر کردند. چارلز جی لد و رید پنداشتند که فاصلۀ این ابر ملکولی با زمین در حدود فاصلۀ ستاره‌های خوشه ستاره‌ای باز ان جی سی ۲۳۶۲ با زمین است، که بنا بر نمودار هرتسپرونگ راسل، حواشی آن در فاصله ۰٫۵±۱٫۵ کیلوپارسک از زمین قرار دارند.
به هر حال سر انجام اثبات شد که فاصله زمین و وی وای سگ بزرگ حدود ۱٫۵ کیلوپارسک است، زیرا دانشمندان فهمیدند که میان خوشه ستاره‌ای باز ان جی سی ۲۳۶۲ و وی وای سگ بزرگ وابستگی ویژه‌ای وجود دارد، و علاوه بر این، بعدها فاصله حواشی خوشه ستاره‌ای باز ان جی سی ۲۳۶۲ و سیاره زمین به طور دقیق تر از گذشته اندازه گیری شد و در حدود ۱٫۵ کیلوپارسک به دست آمد.

## اندازه
استاد روبرتا ام هامفریس از دانشگاه مینه‌سوتا شعاع VY CMa را چیزی در میان ۱۸۰۰ شعاع خورشیدی و ۲۱۰۰ شعاع خورشیدی تخمین زده‌است. با این حساب اگر جای وی وای سگ بزرگ و خورشید با هم عوض شود، سطح وی وای سگ بزرگ حتّی از محدوده مدار سیاره کیوان هم فراتر خواهد رفت. اگر اندازه این ستاره را در بیش‌ترین حالت یعنی حدود ۲۱۰۰ شعاع خورشیدی در نظر بگیریم، مدّتی که نور تولید شده در آن در حوالی مناطق بیرونی آن سر خواهد کرد، در حدود ۸ ساعت خواهد بود.

## درخشش
در سال ۲۰۰۶، استاد هامفریس برای محاسبه درخشش این ستاره از پراکندگی انرژی طیف و فاصله آن استفاده کرد. این خانم درخشش ایچ آی پی ۰۳۵۷۹۳ را ۴۳۰٬۰۰۰ درخشندگی خورشید محاسبه کرد.

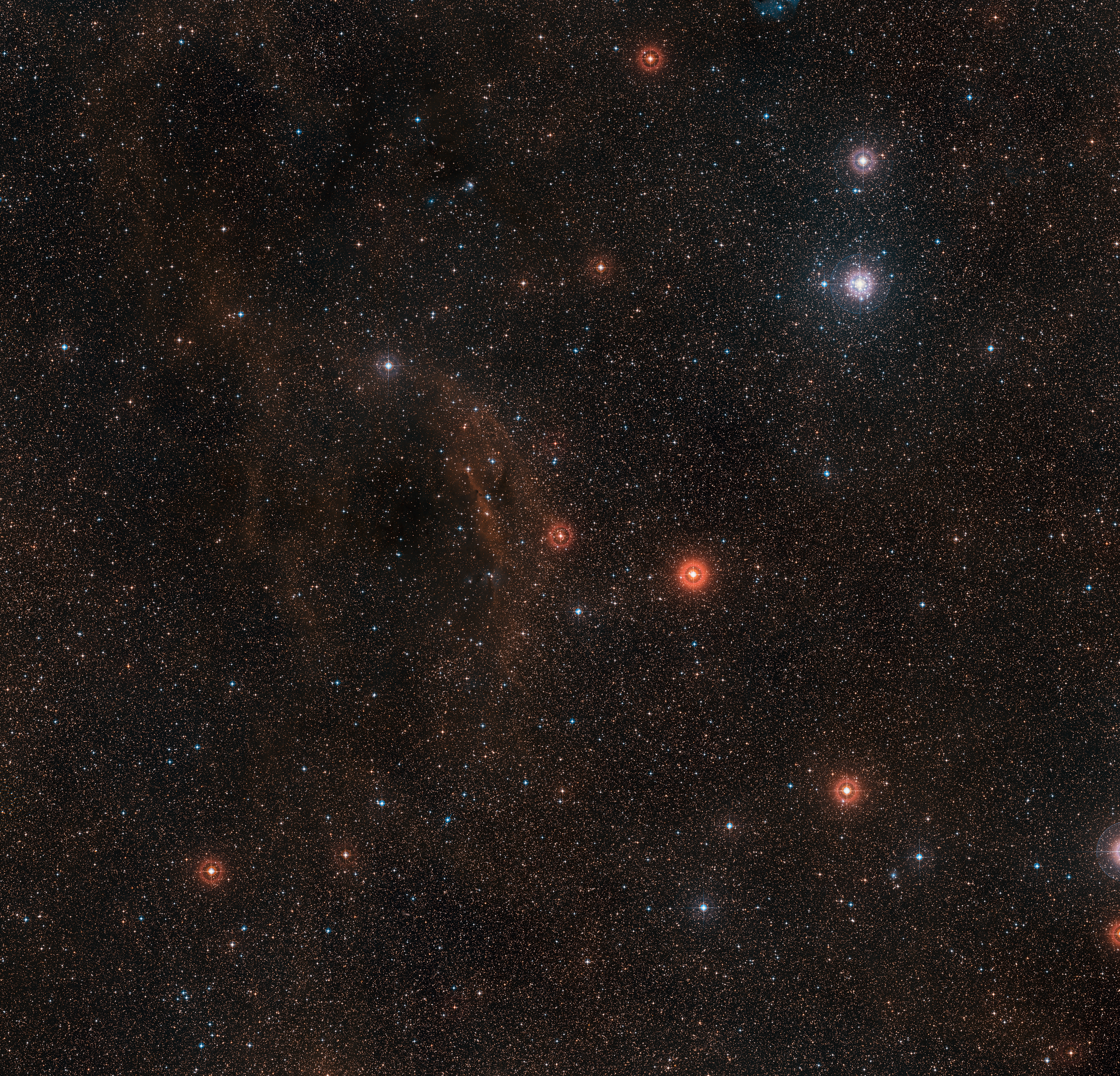
تصویر نوری و مادون قرمز ترکیبی

## جدال
در حال حاضر دو عقیده ضد و نقیض درباره وی وای سگ بزرگ وجود دارند. طبق یکی از این دو عقیده که البتّه طبق تحقیق استاد روبرتا ام هامفریس به دست آمده‌است، وی وای سگ بزرگ یک فراغول سرخ بسیار بزرگ و بسیار درخشان است. بر اساس عقیده دیگر که در نتیجه تحقیقات پلز، مسّی و لوسکوا به دست آمده‌است، این ستاره یک ابرغول سرخ معمولی با شعاع حدود ۶۰۰ شعاع خورشیدی است؛ اگر این عقیده صحیح باشد، در صورت تعویض جای خورشید و وی وای سگ بزرگ، وی وای سگ بزرگ تا ماورای مدار سیاره بهرام را در بر خواهد گرفت.

## مرگ ستاره
به اعتقاد اکثر دانشمندان وی وای سگ بزرگ در انتهای عمر خود با یک انفجار فرانواختری با انرژی بیش از ۱۰۰ ابرنواختر به زندگی خود پایان می‌دهد.